# Monsunowanie
Monsunowanie – proces przyspieszonego postarzania ziaren kawy celem zmiany ich właściwości i docelowo smaku naparu, tak aby odpowiadał klasyfikacjom kawy monsunowej.

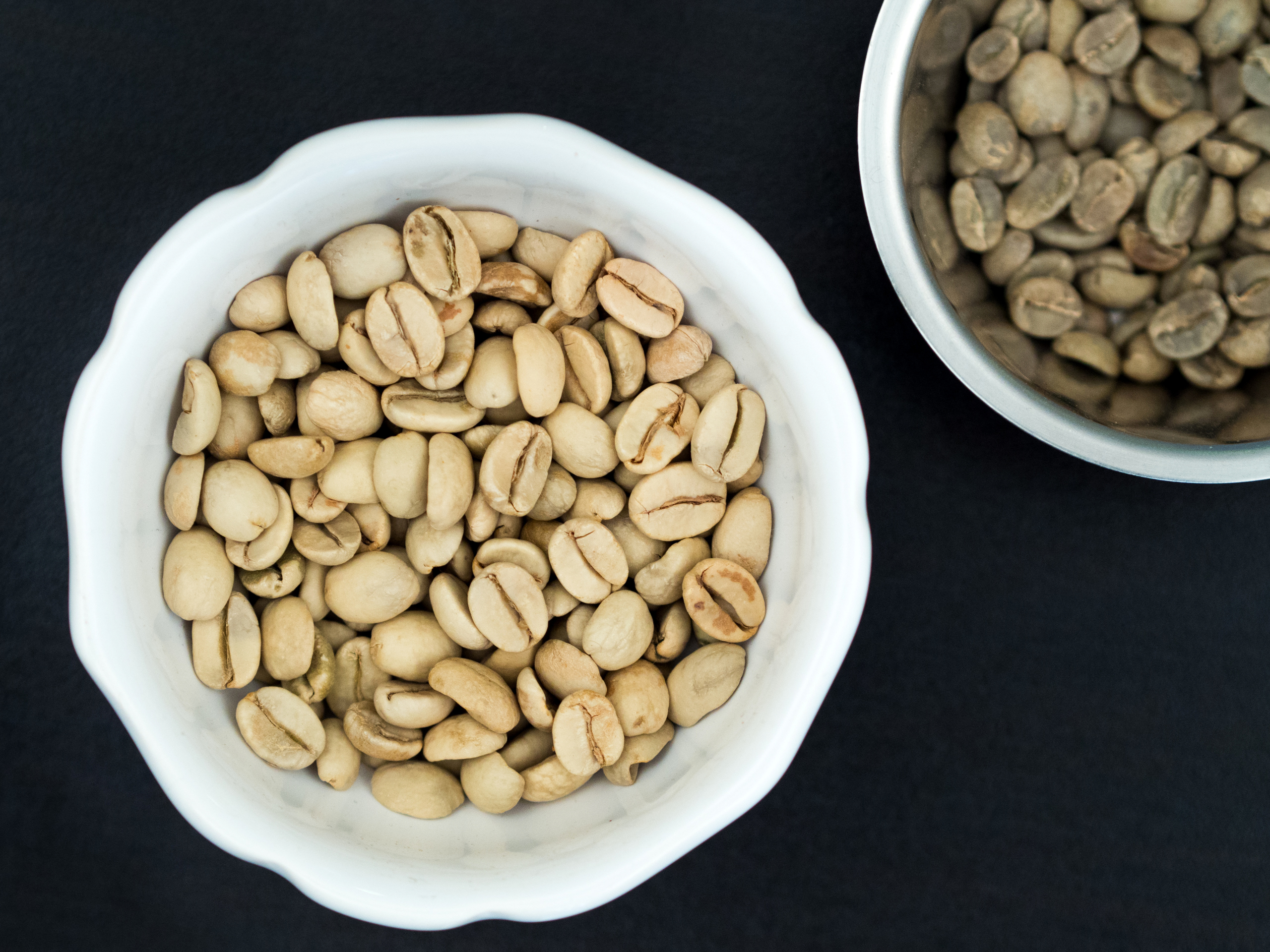
Kawa monsunowa w Holandii

## Geneza
Ziarno kawowe dowożone do Europy w epoce żaglowców miało charakterystyczne właściwości, będące wynikiem  długotrwałego zalegania na pokładach statków w wysokiej temperaturze i znacznej wilgotności, co wpływało na smak i wygląd ostatecznego naparu. Przyzwyczajenie do takiego smaku wśród Europejczyków spowodowało, że część z nich wolała taki smak w czasach, kiedy transport ziarna przyspieszył i docierało ono do Europy świeże. Producenci wyszli naprzeciw tej potrzebie wprowadzając proces monsunowania kawy w warunkach oddziaływania wilgotnych wiatrów oraz deszczów monsunowych obficie nawiedzających południowe rejony Indii, zwłaszcza Wybrzeże Malabarskie i dystrykt Mysore. Warunki te prowadzą do zżółknięcia ziarna, obniżenia jego kwasowatości oraz powstanie mdłego, syropowatego posmaku, zbliżonego do starej kawy. 

## Proces
Proces polega na wystawieniu w maju i czerwcu ziaren na oddziaływanie południowo-zachodniego, ciepłego monsunu. Namoknięte ziarno rozsypywane jest następnie na twardych podłogach, pod wiatami i wielokrotnie przerzucane za pomocą grabi, a następnie, przesuszone, zsypuje do worków i wystawia na działanie wiatrów północno-wschodnich. Co kilka dni ziarno przesypywane jest do kolejnych, suchych i czystych worków. Proces w całości trwa około dziesięciu tygodni. Ostatnim etapem jest ręczne przebieranie surowca i eliminowanie ziaren, które nie nabrały cech starej kawy. 
W przypadku kaw innych niż poddane procesowi monsunowania, posmak starej kawy lub biała barwa ziarna stanowi wadę dyskwalifikującą produkt. 